# Anabibia thoracica
Anabibia thoracica, vrsta kukca iz reda ravnokrilaca (Orthoptera) i porodice pravih skakavaca (Acrididae). Rasprostranjen je na manjem području na sjeverozapadu Namibije, točnije na sjeveru Obale kostura i Kaokoveldu. Ova vrsta otkrivena je i opisana 1956. godine i jedini je predstavnik unutar svoga roda.